# نيكوس كوستاكيس
نيكوس كوستاكيس (باليونانية: Νίκος Κοστάκης)‏ هو لاعب كرة قدم يوناني في مركز حراسة المرمى، ولد في 16 فبراير 1973 في أثينا في اليونان. لعب مع نادي بانيونيوس.